# Tipasa boopis
Tipasa boopis är en fjärilsart som beskrevs av George Francis Hampson 1926. Tipasa boopis ingår i släktet Tipasa och familjen nattflyn. Inga underarter finns listade i Catalogue of Life.